# Abréviation
« Abr. » redirige ici. Pour les autres significations, voir ABR.
Ne doit pas être confondu avec Sigle ou Acronyme.
Pour les abréviations du solfège, voir Abréviation (solfège), pour les abréviations du Moyen Âge, voir Abréviation médiévale
 (septembre 2009).
Si vous disposez d'ouvrages ou d'articles de référence ou si vous connaissez des sites web de qualité traitant du thème abordé ici, merci de compléter l'article en donnant les références utiles à sa vérifiabilité et en les liant à la section « Notes et références ».

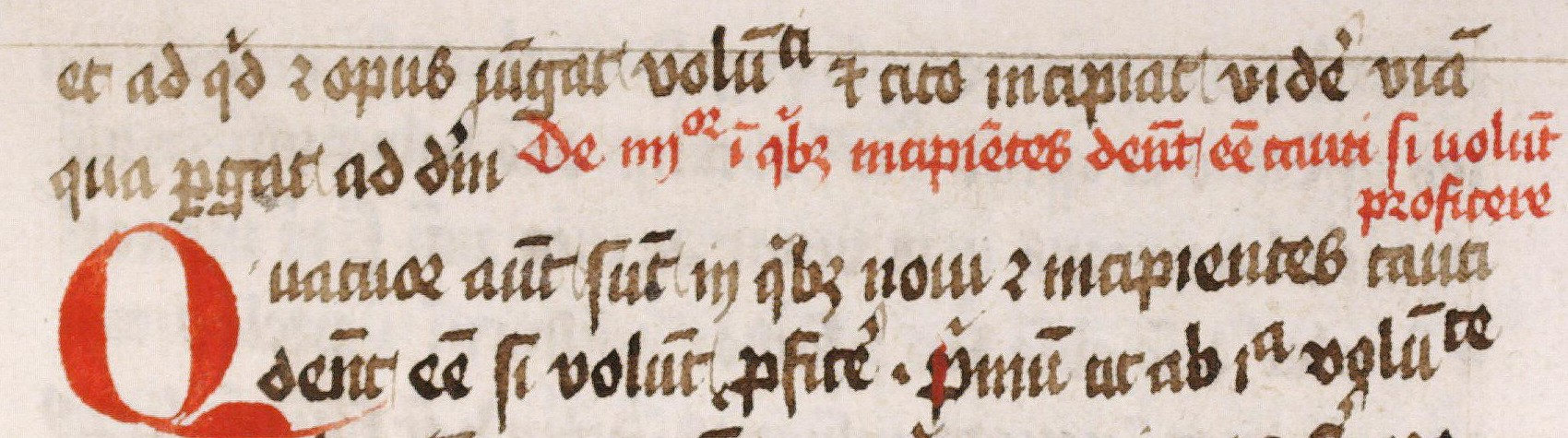
Texte manuscrit latin du XVe siècle, avec des abréviations scribales.

Une abréviation (du latin brevis, « court », et du latin chrétien abbreviatio "version abrégée d'un texte court") est le raccourcissement écrit d'un mot ou d'un groupe de mots, représentés alors par un caractère ou un groupe de caractères issus de ce mot. L'abréviation consiste donc toujours en une suppression graphique, plus ou moins importante, mais suffisamment claire. Par exemple, « c'est-à-dire » peut s'abréger en « c.-à-d. ». Il existe plusieurs méthodes pour abréger des groupes de mots, dont les plus courantes sont la siglaison et l'acronymie,. Le point autre que celui de fin de phrase est souvent l'indice d'une abréviation. Il s'utilise quand la dernière lettre du mot abrégé est elle aussi supprimée : « Monsieur » s'abrège en « M. » et « Maître » en « Me » (« e » étant bien la dernière lettre du mot). Si l'abréviation finit la phrase, le point abréviatif et le point final se confondent.

## Histoire

### Abréviation romaine
SPQR est l'abréviation de Senatus populusque Romanus est une devise en latin, qui signifie « Le Sénat et le peuple romain ». Elle était l'emblème de la République romaine, puis par tradition de l'Empire romain. Ces quatre lettres représentaient le pouvoir politique romain. Elles constituent encore aujourd'hui le symbole de la ville de Rome.

## Abréviations modernes
Parmi les nombreux symboles issus de ligatures ou de signes diacrités que l'on utilisait dans les manuscrits, certains se sont maintenus dans les écritures modernes. Les plus importants, étant maintenant intégrés dans quasiment toutes les langues et leurs écritures sont le point d'exclamation (« ! », abréviation du latin interjectio) et le point d'interrogation (« ? », abréviation de quaestio). On peut aussi compter à ce titre l'esperluette (« & », ligature de et) ainsi que le croisillon (« # », abréviation de numerus, « numéro », soit N surmonté d'un titulus).

### Typologie des systèmes abréviatifs
- Abréviation : raccourcissement du ou des mots et, éventuellement, suppression de voyelles. Exemple : mes. pour message. Si l'on supprime le point final on obtient une apocope (par exemple « auto » pour « automobile »).
- Contraction : réduction du mot par la suppression de lettres conservant une ou plusieurs lettres initiales et finales, parfois avec les lettres finales en lettres supérieures. Exemple : Mlle pour Mademoiselle.
- Sigle : initiales de plusieurs mots accolées ensemble. Le groupe de lettres ainsi formé sera entièrement épelé[3]. On peut les écrire avec (forme dite « ancienne » mais toujours correcte) ou sans points abréviatifs (forme dite « moderne », qui tend à devenir la norme)[3], par exemple : Gaz de France → GDF ou G.D.F., Société nationale des chemins de fer français → SNCF ou S.N.C.F. (selon charte rédactionnelle du support).
- Acronyme : abréviation dont le résultat forme un mot prononcé sans l'épeler. Il ne faut jamais mettre de points abréviatifs dans le cas d’un acronyme, mais toujours des majuscules[4]. Exemples : SIDA ou CAF.
- Initiales : procédé équivalent à la siglaison mais limité aux noms propres. Exemples : PPDA pour Patrick Poivre d'Arvor, JJSS pour Jean-Jacques Servan-Schreiber ou DSK pour Dominique Strauss-Kahn, JFK pour John Fitzgerald Kennedy, Jean-François Kahn et FDR pour Franklin Delano Roosevelt.
- Troncation : mot tronqué en sa fin et, éventuellement, terminé par la voyelle o. C'est la forme la plus courante pour la construction de diminutif. Exemples : prolo pour prolétaire, Canto pour Éric Cantona.
- Mot-valise : réunion d’une syllabe ou d’une lettre entamant un mot avec la fin d'un autre mot. Exemples : aldol pour aldéhyde + alcool ou Bollywood pour Bombay + Hollywood.
- Réticence de plume : consiste à masquer les lettres d'un mot, en général ordurier, par un signe de ponctuation qui est souvent le point. Exemple : M.... pour Merde.
- Mot forme : la forme caractéristique de l'objet que le mot décrit est intégrée au mot et évite l'emploi d'une syllabe (surtout en anglais). Exemples : T-shirt pour Tee-shirt (chemise en forme de T) ou V-neck pour le col en V.
- Phonétique : très usité en téléphonie mobile (SMS) il consiste à remplacer syllabes ou mots par des signes ayant la même sonorité. Exemples : C pour c'est, 2 pour de ou a+ pour à plus (tard).

Il existe aussi beaucoup d'abréviations utilisées pour raccourcir des mots ou des groupes de mots. Aujourd'hui, l'utilisation des téléphones portables est très répandue, et il est courant d'abréger des expressions. Par exemple « mort de rire » se simplifie en « mdr ».

### Typographie et abréviations
Les abréviations doivent être définies avant d’être utilisées, soit en note de bas de page à la première occurrence, soit en préface ou postface.
Les abréviations sont habituellement composées de l’initiale du mot abrégé (et éventuellement d’une ou deux lettres suivantes) suivie d’un point.
- naissance : n.
- mariage : mar.
- divorce : div.
- Monsieur : M.

Elles peuvent l'être aussi de la première et de la dernière lettre du mot, ou des deux dernières lettres :
- Docteur : Dr
- Madame : Mme
- Maître : Me
- Professeur : Pr

Ce type d'abréviation, utilisant le début et la fin du mot abrégé, ne recourt pas au point abréviatif, puisque celui-ci est utilisé pour signaler la présence de lettres manquantes.
Dans ces cas-là, on peut aussi utiliser les lettres supérieures (ou exposants) comme dernières lettres du mot :
- Docteur : Dr
- Madame : Mme
- Maître : Me
- Professeur : Pr

Les abréviations de mots composés doivent respecter les tirets et espaces qui séparent ces mots. Les déterminants ne s’abrègent pas. Le trait d'union et l’espace doivent être insécables afin de ne pas risquer de retour à la ligne dans une abréviation.
- Jésus-Christ : J.-C.
- Jules César : J. C.
- sans objet : s. o.
- Notre-Dame de Paris : N.-D. de P.
- président-directeur général : P.-D. G.

Lorsqu’une phrase se termine par une abréviation, on ne doit pas répéter le point final.
- On listera les charges, quantités, mesures, etc.
- Il est né en 845 après J.-C.

Il ne faut pas séparer les lettres abréviatives avec la barre de division.
- non applicable : N/A est impropre en typographie française. On utilisera de préférence n. a. ou, mieux, s. o. pour sans objet.

### Abréviations normées
Il existe des abréviations normées dans de nombreux domaines, par exemple :
- Abréviations militaires
- Liste des abréviations d'auteur en taxinomie végétale
- Liste d'abréviations en médecine
- Liste des constellations astronomiques et de leurs abréviations
- Les symboles des unités de mesure sont très souvent des abréviations mais ne sont pas considérés comme tels, ils ne prennent pas de point.

## Représentations culturelles

### Théâtre
- L'Œuvre des athlètes (1920) par Georges Duhamel, acte I scène 5 et acte II scène 11 : l'auteur s'y moque de l'abus des initiales en soulignant leur potentiel d'ambiguïté[5].